# Ampelisca lobata
Ampelisca lobata is een vlokreeftensoort uit de familie van de Ampeliscidae. De wetenschappelijke naam van de soort is voor het eerst geldig gepubliceerd in 1908 door Holmes.